# Diócesis de Tuxpan
La diócesis de Tuxpan (en latín: Dioecesis Tuxpaniensis) es una circunscripción eclesiástica de la Iglesia católica en México. Se trata de una diócesis latina, sufragánea de la arquidiócesis de Xalapa. Desde el 27 de febrero de 2021 su obispo es Roberto Madrigal Gallegos.

## Territorio y organización
La diócesis tiene 19 000 km² y extiende su jurisdicción sobre los fieles católicos de rito latino residentes en parte del estado de Veracruz y en 3 municipios del estado de Puebla.
La sede de la diócesis se encuentra en la ciudad de Tuxpan (o Túxpam de Rodríguez Cano), en donde se halla la Catedral de Nuestra Señora de la Asunción.
En 2020 en la diócesis existían 62 parroquias.

## Historia
La diócesis fue erigida el 9 de junio de 1962 con la bula Non latet del papa Juan XXIII, obteniendo el territorio de las diócesis de Huejutla, Papantla, Tampico y Tulancingo (hoy arquidiócesis de Tulancingo). El 25 de marzo de 1963 en la fiesta de la Anunciación a la Virgen María comienza oficialmente la diócesis con la consagración de su primer obispo.
El 16 de julio de 1975, con la carta apostólica Beatissimam Virginem, el papa Pablo VI confirmó a la Santísima Virgen María Asunta al Cielo como patrona principal de la diócesis.

## Estadísticas
Según el Anuario Pontificio 2021 la diócesis tenía a fines de 2020 un total de 900 500 fieles bautizados.
| Año                                                                             | Población            | Población | Población      | Sacerdotes | Sacerdotes    | Sacerdotes    | Bautizados por sacerdote | Diáconos permanentes | Religiosos | Religiosos | Parroquias |
| Año                                                                             | Bautizados católicos | Total     | % de católicos | Total      | Clero secular | Clero regular | Bautizados por sacerdote | Diáconos permanentes | Varones    | Mujeres    | Parroquias |
| ------------------------------------------------------------------------------- | -------------------- | --------- | -------------- | ---------- | ------------- | ------------- | ------------------------ | -------------------- | ---------- | ---------- | ---------- |
| 1965                                                                            | 521 684              | 543 647   | 96.0           | 37         | 37            |               | 14 099                   |                      |            | 40         | 25         |
| 1968                                                                            | 607 084              | 642 134   | 94.5           | 45         | 45            |               | 13 490                   |                      |            | 51         | 27         |
| 1976                                                                            | 696 207              | 732 849   | 95.0           | 46         | 46            |               | 15 134                   |                      |            | 32         | 28         |
| 1980                                                                            | 724 000              | 762 000   | 95.0           | 48         | 48            |               | 15 083                   |                      |            | 39         | 30         |
| 1990                                                                            | 961 000              | 1 023 000 | 93.9           | 49         | 49            |               | 19 612                   | 3                    |            | 46         | 37         |
| 1999                                                                            | 1 250 000            | 1 500 000 | 83.3           | 73         | 73            |               | 17 123                   | 3                    |            | 65         | 46         |
| 2000                                                                            | 1 300 000            | 1 800 000 | 72.2           | 75         | 75            |               | 17 333                   | 3                    |            | 68         | 48         |
| 2001                                                                            | 1 300 000            | 2 000     | 65.0           | 77         | 77            |               | 16 883                   | 3                    |            | 68         | 48         |
| 2002                                                                            | 1 380 000            | 2 000     | 69.0           | 78         | 78            |               | 17 692                   | 3                    |            | 68         | 48         |
| 2003                                                                            | 1 600 000            | 2 000     | 80.0           | 80         | 80            |               | 20 000                   | 3                    |            | 43         | 49         |
| 2004                                                                            | 1 400 000            | 2 005 000 | 69.8           | 86         | 86            |               | 16 279                   | 3                    |            | 25         | 51         |
| 2010                                                                            | 1 250 000            | 2 055 000 | 60.8           | 94         | 94            |               | 13 297                   | 1                    |            | 21         | 59         |
| 2014                                                                            | 900 000              | 1 200 000 | 75.0           | 92         | 92            |               | 9782                     | 1                    | 1          | 23         | 62         |
| 2017                                                                            | 911 000              | 1 172 000 | 77.7           | 94         | 94            |               | 9691                     |                      | 1          | 22         | 62         |
| 2020                                                                            | 900 500              | 1 165 000 | 77.3           | 91         | 91            |               | 9895                     |                      | 1          | 24         | 62         |
| Fuente: Catholic-Hierarchy, que a su vez toma los datos del Anuario Pontificio. |                      |           |                |            |               |               |                          |                      |            |            |            |

## Episcopologio
- Ignacio Lehonor Arroyo † (15 de enero de 1963-2 de septiembre de 1982 retirado)
- Mario de Gasperín Gasperín (3 de junio de 1983-4 de abril de 1989 nombrado obispo de Querétaro)
- Luis Gabriel Cuara Méndez † (6 de agosto de 1989-18 de febrero de 2000 nombrado obispo de Veracruz)
- Domingo Díaz Martínez (23 de marzo de 2002-4 de junio de 2008 nombrado arzobispo de Tulancingo)
- Juan Navarro Castellanos (12 de febrero de 2009-27 de febrero de 2021 retirado)
- Roberto Madrigal Gallegos, desde el 27 de febrero de 2021